# IDRAC Business School
 (décembre 2023).
L'article doit être relu — et modifié si nécessaire — par des contributeurs indépendants pour apporter un regard critique aux contributions effectuées en violation des conditions d'utilisation de Wikipédia, tant sur la forme (notamment concernant le style encyclopédique, la proportionnalité) que sur le fond (la neutralité de point de vue, la qualité et l'indépendance des sources).
IDRAC Business School (Institut pour le Développement et la Recherche d'Action Commerciale) est un établissement privé d'enseignement supérieur ayant une activité d'école de commerce et disposant de 12 campus en France : Bordeaux, Châlons-en-Champagne, Grenoble, Lyon, Montpellier, Nantes, Nice, Grasse, Paris, Lille, Strasbourg et Toulouse.

## Présentation
L'IDRAC Business School propose des programmes d'école de commerce de Bac à Bac+5 (accessible aussi par la VAE) : BTS, bachelor,, Programme Grande École, MBA (Bac+4/ +5).
Sous la direction générale d'Alain Scappaticci, l'IDRAC Business School est présente sur douze campus en France. L’école compte plus de 4 500 étudiants et un réseau de 38 000 Alumni. Les étudiants sont répartis dans les différents programmes proposés :
- Programme Grande École, diplôme visé Bac+5 qui obtient le grade de master pour la première fois en 2013 par le Ministère de l'Enseignement Supérieur et de la Recherche
- Bachelor Marketing & Business, diplôme visé Bac+3 par le ministère de l'Enseignement Supérieur et de la Recherche « Responsable du marketing et du développement commercial[3] »
- Bachelor Responsable Commercial & Marketing - International, certification professionnelle de niveau 6 reconnu par l'État « Responsable Commercial et Marketing »
- Bachelor Technico-Commercial, certification professionnelle de niveau 6 « Responsable Technico-Commercial »
- MBA (cycle supérieur bac+4/+5), certification professionnelle de niveau 7
- BTS, diplôme d'État Bac+2.

L'IDRAC Business School est membre de l'EFMD et de l'AACSB.